# Список монархов Афганистана
С расширением территории и централизацией власти в стране, единое государство получило название «Афганистан». Английский перевод названия, «Afghanland», ранее появлялось в различных договорах между британцами и правителями Персии. Это название ссылалось на земли, которые были населены в основном, пуштунскими племенами. Слово «Афганистан» в качестве названия для всего царства было впервые упомянуто в 1857 году Фридрихом Энгельсом. Оно стало официальным названием, когда независимость этой страны была признана мировым сообществом в 1919 году и было утверждено в качестве такового в Конституции 1923 года.

## Империя Хотаки

### Предки рода
- Мир Али-хан
- Шах Алам-хан, сын Мир Али-хана

### Правители Кандагара и Хотаки
- Мир Вайс, сын Шах Алам-хана, правитель Кандагара 1709—1715
- Мир Абд ул-Азиз, сын Шах Алам-хана, правитель Кандагара 1715—1717
- Мир Махмуд-шах р.1699, сын Мир Вайса, правитель Кандагара 1717—1725, шаханшах Ирана 1722—1725
- Хусейн Султан, сын Мир Вайса, правитель Кандагара 1725—1738

### Правители Ирана
- Мир Махмуд-шах р.1699, сын Мир Вайс-шаха, правитель Кандагара 1717—1722, шаханшах Ирана 1722—1725
- Мир Ашраф-шах р.1700, сын Мир Абд ул-Азиз-шаха, шаханшах Ирана 1725—1729

## Дурранийская империя

### Династия Садозай
| Титул | Имя                | Начало          | Конец           |
| ----- | ------------------ | --------------- | --------------- |
| Эмир  | Ахмад-Шах Дуррани  | Июль 1747       | 16 октября 1772 |
| Эмир  | Тимур-Шах Дуррани  | 16 октября 1772 | 18 мая 1793     |
| Эмир  | Земан-Шах Дуррани  | 18 мая 1793     | 25 июля 1801    |
| Эмир  | Махмуд-Шах Дуррани | 25 июля 1801    | 13 июля 1803    |
| Эмир  | Шуджа-Шах Дуррани  | 13 июля 1803    | 3 мая 1809      |
| Эмир  | Махмуд-Шах Дуррани | 3 мая 1809      | 1818            |
| Эмир  | Али-Шах Дуррани    | 1818            | 1819            |
| Эмир  | Аюб-Шах Дуррани    | 1819            | 1823            |

## Эмират Афганистан

### Династия Баракзай
| Титул  | Имя             | Начало | Конец          |
| ------ | --------------- | ------ | -------------- |
| Регент | Султан Мухаммед | 1823   | 1826           |
| Регент | Дост Мухаммед   | 1826   | 1836           |
| Эмир   | Дост Мухаммед   | 1836   | 2 августа 1839 |

### Династия Садозай
| Титул | Имя               | Начало          | Конец           |
| ----- | ----------------- | --------------- | --------------- |
| Эмир  | Шуджа-Хан Дуррани | 8 мая 1839      | 5 апреля 1842   |
| Эмир  | Фат-Джанг Хан     | 29 июня 1842    | 12 октября 1842 |
| Эмир  | Шахпур-Хан        | 12 октября 1842 | Декабрь 1842    |

### Династия Баракзай (реставрация)
| Титул  | Имя                 | Начало          | Конец           |
| ------ | ------------------- | --------------- | --------------- |
| Эмир   | Дост Мухаммед       | Декабрь 1842    | 9 июня 1863     |
| Эмир   | Шир-Али             | 9 июня 1863     | Май 1866        |
| Эмир   | Мухаммед Афзаль-хан | Май 1866        | 7 октября 1867  |
| Эмир   | Мухаммед Азам-хан   | 7 октября 1867  | 8 сентября 1868 |
| Эмир   | Шир-Али             | 8 сентября 1868 | 21 февраля 1879 |
| Эмир   | Мухаммед Якуб-хан   | 21 февраля 1879 | 12 октября 1879 |
| Регент | Мухаммед-Джан       | 12 октября 1879 | 31 мая 1880     |
| Эмир   | Муса-хан            | 24 декабря 1879 | март 1880       |
| Эмир   | Мухаммед Аюб-хан    | март 1880       | 31 мая 1880     |
| Эмир   | Абдур-Рахман        | 31 мая 1880     | 3 октября 1901  |
| Эмир   | Хабибулла-хан       | 3 октября 1901  | 20 февраля 1919 |
| Эмир   | Насрулла-хан        | 20 февраля 1919 | 28 февраля 1919 |

## Королевство Афганистан
| Титул  | Имя           | Начало          | Конец          |
| ------ | ------------- | --------------- | -------------- |
| Король | Аманулла-хан  | 28 февраля 1919 | 14 января 1929 |
| Король | Инаятулла-хан | 14 января 1929  | 17 января 1929 |

### Узурпатор
| Титул | Имя                | Начало         | Конец           |
| ----- | ------------------ | -------------- | --------------- |
| Эмир  | Хабибулла Калакани | 17 января 1929 | 13 октября 1929 |

### Династия Баракзай (реставрация)
| Титул  | Имя                | Начало          | Конец         |
| ------ | ------------------ | --------------- | ------------- |
| Король | Мухаммед Надир-шах | 13 октября 1929 | 8 ноября 1933 |
| Король | Мухаммед-Захир-Шах | 8 ноября 1933   | 17 июля 1973  |

## Исламский Эмират Афганистан
| Титул            | Имя                  | Начало           | Конец          |
| ---------------- | -------------------- | ---------------- | -------------- |
| Амир аль-муминин | Мухаммад Омар        | 27 сентября 1996 | 13 ноября 2001 |
| Амир аль-муминин | Хайбатулла Ахундзада | 15 августа 2021  |                |